# Душан-Владислав Пажђерски
Душан-Владислав Пажђерски (Зеница, 21. марта 1967) српски је слависта, кашубиста, уредник, лексикограф, преводилац и популаризатор српске и кашупске културе.

## Биографија
Дипломирао је на Филолошком факултету у Београду 1992. Магистарски рад (пољски докторат) Пољско-српскохрватска – српскохрватско-пољска лексикографија је одбранио на Универзитету Адама Мицкјевича у Познању. Тренутно пише докторат (пољску хабилитацију) на тему српско-кашупских лексичких паралелизама.
Радио је у новосадском Радио 100, Издавачком предузећу Матице српске и Универзитету Адама Мицкјевича у Познању, а сада предаје (као научни сарадник, пољски адјункт) српски језик на Универзитету у Гдањску.
Члан је Матице српске, Савета за кашупски језик и координатор Комисије за стандардизацију кашупског језика у Гдањску.
Добитник је годишње награде за допринос ширењу и неговању кашупске културе – Медаља Столема – за 2006. годину.
Објавио је више стотина краћих превода у часописима Венац, Кровови, Свеске, Свети Дунав, Поља, Дневник, најзначајнијих пољских писаца, као и неколико књига (Лешека Колаковског и Јана Парандовског).
Оснивач је и управник „Пројекта Растко – Кашуби (Електронске библиотеке кашупске културе)“ која је регионално средиште културне мреже „Пројекта Растко“ за северну Пољску. Уредник рубрике посвећене светској књижевности у пољском часопису Кореспонденција с оцем.

## Ауторске књиге
- Аналитичка библиографија часописа „Алеф“ за бројеве 1-20, Нови Сад, 1990, 72 стр.
- Пољско-српскохрватски речник биљака = Polsko-serbskochorwacki słownik roślin. Са српскохрватско-пољским индексом, Gdańsk, 2002, 194 стр.

## Приредио
- Paździerski, Lech, Julije Benešić i Poljaci, Zagreb, 2004.
- Florian Ceynowa, Канунъ новаго года. Wilia Nowego Roku. Wiléjá Noweho Roku. Щедровки. Szczodrówki. Szczōdráki, Gdynia, 2006 (са Јарославом Елвартом).